# بريث أوف فاير 4
بريث أوف فاير 4 (بالإنجليزية: Breath of Fire IV)‏ (باليابانية: ブレス オブ ファイアIV うつろわざるもの) ، هي الجزء الرابع من سلسلة بريث أوف فاير والتي أنتجها شركة كابكوم اليابانية سنة 2000م ، وهي لعبة من نوع تقمص الأدوار.